# ISO/IEC 27001
ISO/IEC 27001, właśc. PN-EN ISO/IEC 27001:2023-08 – norma międzynarodowa standaryzująca system zarządzania bezpieczeństwem informacji. Została ogłoszona 14 października 2005 r. na podstawie brytyjskiej normy BS 7799-2 opublikowanego przez BSI. 
PN-EN ISO/IEC 27001:2023-08 jest specyfikacją systemu zarządzania bezpieczeństwem informacji (SZBI) na zgodność z którą mogą być prowadzone audyty, na podstawie których są wydawane certyfikaty.

## Historia zmian
Norma została ogłoszona 14 października 2005 r. na podstawie brytyjskiej normy BS 7799-2 opublikowanego przez British Standards Institution. W Polsce normę ISO/IEC 27001 opublikowano 4 stycznia 2007 r. jako PN-ISO/IEC 27001:2007. Norma ta zastąpiła PN-I-07799-2:2005, czyli polską wersję brytyjskiego standardu BS 7799-2.
2 grudnia 2014 roku PN-ISO/IEC 27001:2007 została wycofana i zastąpiona normą PN-ISO/IEC 27001:2014-12.. Tę z kolei zastąpiono, opublikowaną 10 stycznia 2018 roku, normą PN-ISO/IEC 27001:2017-06. Najnowszą edycję, czyli PN-EN ISO/IEC 27001:2023-08 opublikowano w sierpniu 2023 r., jednocześnie wycofano PN-EN ISO/IEC 27001:2017-06.

## PN-EN ISO/IEC 27001:2023-08
Najnowsza wersja normy promuje holistyczne podejście do zarządzania bezpieczeństwem informacji. Obejmuje ona nie tylko technologie, ale także ludzi i procesy. To, czy system zarządzania bezpieczeństwem informacji będzie działać prawidłowo, zależy od zintegrowanego podejścia do tych trzech obszarów strategicznych.
W obliczu rosnącej cyberprzestępczości i stale pojawiających się nowych zagrożeń, zarządzanie bezpieczeństwem informacji w każdej organizacji jest kluczowym elementem strategicznym i jednocześnie może wydawać się trudne lub wręcz niemożliwe. Norma PN-EN ISO/IEC 27001 pomaga organizacjom w sposób świadomy chronić gromadzone informacje, budować bezpieczne procesy ich przetwarzania, uwzględniając zmieniające się zewnętrzne i wewnętrzne ryzyka.
– informuje Polska Komisja Normalizacyjna na swojej stronie internetowej.

## Obszary normy
W normie ISO/IEC 27001:2005 wyróżniono jedenaście obszarów, mających wpływ na bezpieczeństwo informacji w organizacji:
1. Polityka bezpieczeństwa;
2. Organizacja bezpieczeństwa informacji;
3. Zarządzanie zasobami;
4. Bezpieczeństwo zasobów ludzkich;
5. Bezpieczeństwo fizyczne i środowiskowe;
6. Zarządzanie systemami i sieciami;
7. Kontrola dostępu;
8. Zarządzanie ciągłością bezpieczeństwa informacji;
9. Pozyskiwanie, rozwój i utrzymanie systemów informatycznych;
10. Zarządzanie incydentami związanymi z bezpieczeństwem informacji;
11. Zgodność z wymaganiami prawnymi i regulacjami wewnętrznymi.

## Cykl Deminga
Norma PN-ISO/IEC 27001 stosuje znany już dobrze model „Planuj – Wykonuj – Sprawdzaj – Działaj” (PDCA), który jest stosowany do całej struktury procesów SZBI. Proces wdrażania SZBI został zdefiniowany jako:
- Planuj – ustanowienie SZBI – ustanowienie polityki SZBI, celów, procesów i procedur istotnych dla zarządzania ryzykiem oraz doskonalenia bezpieczeństwa informacji tak, aby uzyskać wyniki zgodne z ogólnymi politykami i celami organizacji.

- Wykonuj – wdrożenie i eksploatacja SZBI – wdrożenie i eksploatacja polityki SZBI, zabezpieczeń, procesów i procedur.

- Sprawdzaj – monitorowanie i przegląd SZBI – pomiar wydajności procesów w odniesieniu do polityki SZBI, celów i doświadczenia praktycznego oraz dostarczania raportów kierownictwu do przeglądu.

- Działaj – utrzymanie i doskonalenie SZBI – podejmowanie działań korygujących i zapobiegawczych na podstawie wyników wewnętrznego audytu SZBI i przeglądu realizowanego przez kierownictwo lub innych istotnych informacji, w celu zapewnienia ciągłego doskonalenia SZBI.

Poza zdefiniowaniem modelu zarządzania bezpieczeństwem informacji, norma PN-ISO/IEC 27001 zawiera opis zabezpieczeń, które należy stosować w celu ograniczenia ryzyka (Załącznik A, Tablica A.1). Załącznik A jest obligatoryjny. Cele stosowania zabezpieczeń i zabezpieczenia zawarte w tablicy A.1 wynikają bezpośrednio i są zgodne z wymienionymi w ISO/IEC 27002.

## Powiązane akty prawne
Obecnie w obszarze prawa polskiego funkcjonuje kilka ustaw dotyczących ochrony informacji np.:
- Ustawa z dnia 10 maja 2018 r. o ochronie danych osobowych (Dz.U. z 2019 r. poz. 1781)
- Ustawa z dnia 5 sierpnia 2010 r. o ochronie informacji niejawnych (Dz.U. z 2024 r. poz. 632)
- Rozporządzenie Rady Ministrów z dnia 21 maja 2024 r. w sprawie Krajowych Ram Interoperacyjności, minimalnych wymagań dla rejestrów publicznych i wymiany informacji w postaci elektronicznej oraz minimalnych wymagań dla systemów teleinformatycznych (Dz.U. z 2024 r. poz. 773).

## Plany rozwoju norm serii ISO/IEC 27000
W dalszym okresie planowane są publikacje kolejnych norm serii ISO/IEC 27000 – słownictwo i terminologia, ISO/IEC 27002 (obecnie znane jako BS 7799-1 oraz ISO/IEC 17799) – praktyczne zasady zarządzania bezpieczeństwem informacji, ISO/IEC 27003 – porady i wskazówki dotyczące implementacji systemu zarządzania bezpieczeństwem informacji (ISMS),  ISO/IEC 27004 – system zarządzania bezpieczeństwem informacji – wskaźniki i pomiar, oraz ISO/IEC 27005 (obecnie BS 7799-3) – zarządzanie ryzykiem bezpieczeństwa informacji.